# Bornholm (Western Australia)
Bornholm ist ein Ort im australischen Bundesstaat Western Australia. Es liegt etwa 27 Kilometer von Albany und etwa 20 Kilometer von Denmark entfernt. Der Ort liegt im traditionellen Siedlungsgebiet des Aborigines-Stammes der Mineng.

## Geografie

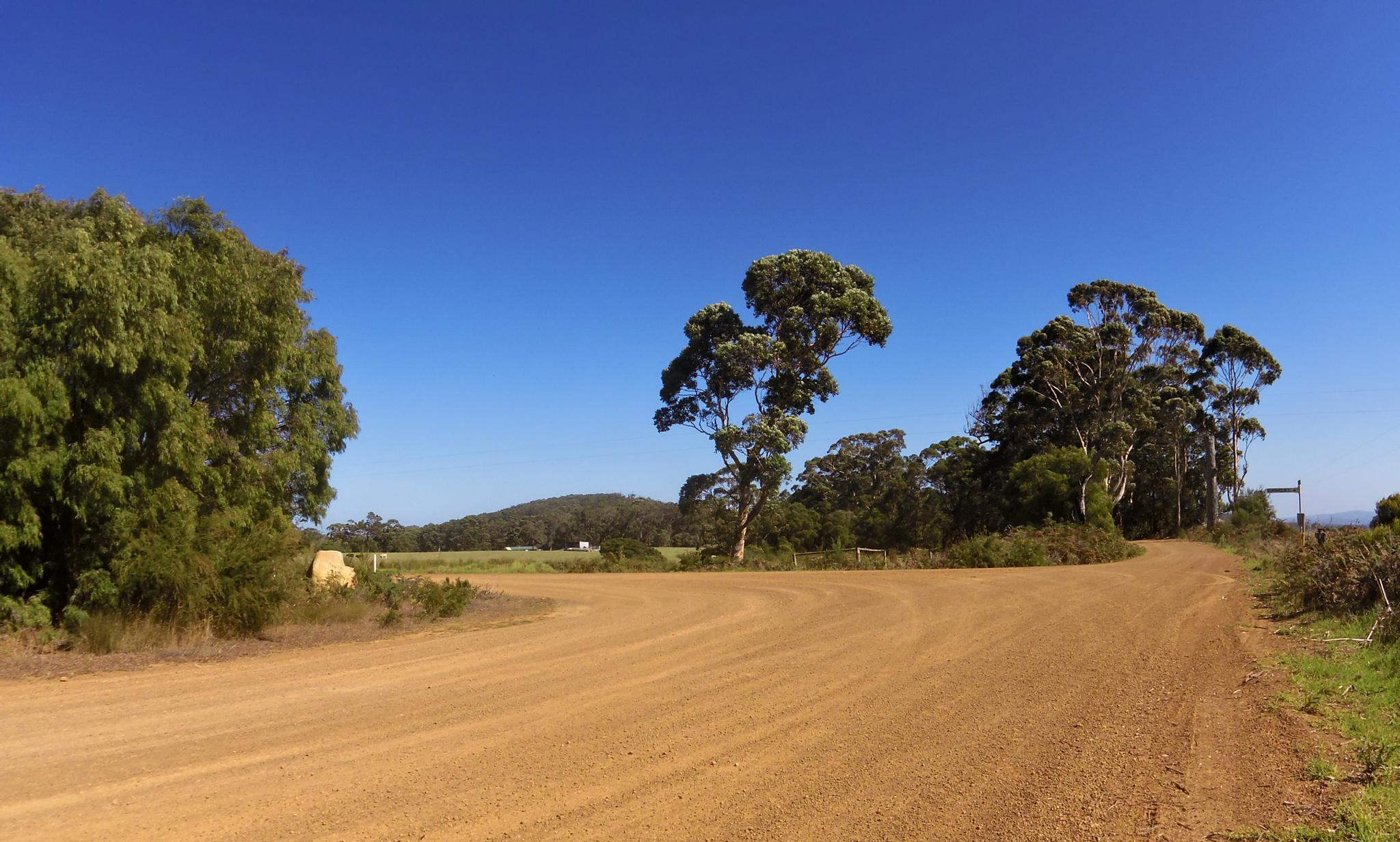
Kreuzung in Bornholm nördlich des Highways

Bornholm liegt etwa zwischen den beiden größeren Städten Albany und Denmark, gehört aber noch zur LGA City of Albany. Westlich des Ortes liegt Lowlands, östlich Kronkup und nördlich Youngs Siding.
Im Süden hat Bornholm etwa vier Kilometer Küste an der Great Australian Bight, von welchen ca. 1,7 Kilometer Strand sind. Die Küste liegt hinter einer Barriere aus dichter Vegetation, sodass man Bornholm Beach, den einzigen Strand im Ort, nur zu Fuß oder mit einem Vierradantrieb erreicht. Zu Bornholm gehört außerdem das Naturschutzgebiet Tennessee North Nature Reserve.

## Bevölkerung
Der Ort Bornholm hatte 2016 eine Bevölkerung von 104 Menschen, davon 47,6 % männlich und 52,3 % weiblich.
Das durchschnittliche Alter in Bornholm liegt bei 49 Jahren, 11 Jahre mehr als der australische Durchschnitt von 38 Jahren.